# Плесна (Чехія)
Плесна (чеськ. Plesná; нім. Fleißen) — місто в Чехії, в окресі  Хеб, в Карловарському краї. У місті мешкає приблизно 1 900 жителів.

## Географія
Плесна розташована в окресі  Хеб, в Карловарському краї. Місто знаходиться в горах Смрчини на кордоні з Хебським басейном. Через місто протікає річка Плесна, на західній околиці міста витікає Лужний потік.
Біля Плесни є група мінеральних джерел. У 1956 році гідрологи зафіксували тут 13 джерел, а вже через 20 років їх залишилось лише п'ять. Причиною зникнення джерел стали, головним чином, меліоративні роботи. Багате джерело «Плесенська кіселька» витікає на північний схід від Плесни на правому березі струмку Рокитник.

## Історія
Плесна вперше згадується у письмових джерелах у 1185 році, як володіння Вальдзассенського монастирю. У 1150 році папа Луцій III подарував Плесну Вальдзассенському монастирю. Вся територія Плесни була власністю цього монастиря з 1158 по 1348 рік. Водночас монастир не був єдиним власником Плесни: частина села належала міністеріальному роду, члени якого називалися «з Плесни». Першим управителем — фогтом (чеською фойтом) — був Ерхенбрехт. У нього було два сини — Руперт і Фрідріх, які отримали двір від Вальдзассенського монастирю у Рупертсґрюні. Ерхенбрехту Плесна була надана у 1199 році і стала маєтком вже з назвою Фляйссен. Обидва сини Ерхенбрехта, ймовірно, померли без нащадків, і їхній рід вимер ще протягом 13 століття.
У 1348 році Вальдзассенський монастир був змушений розпродавати своє майно через фінансову скруту. У тому ж році власником Плесни став лицар Рюдіґер фон Шпарнек (Рюдіґер зі Шпарнек, Рюдіґер Шпарнекський). У 1349 році Рюдіґер фон Шпарнек присягнув королю Богемії Карлу IV, і таким чином його володіння потрапили під владу богемської корони.
Під час гуситських війн у 1429 році Плесна була спалена гуситськими військами. У 15 столітті Плесною володів рід Шліків. У 1545 році Шлік продав Плесну представникам роду Вірсберґ, які поділили її три частини і приєднали до Старого Рибника та Скальної. Це об'єднання залишалося незмінним до кінця феодалізму.
Після Реформації село було євангельського віросповідання, а після битви на Білій горі та Вестфальського миру Плесні дозволили залишатись євангельським селом. Однак мешканці села не могли мати власну церкву або пастора. У 1550 році їм дозволили мати євангельську школу. Вони повинні були відвідувати богослужіння в сусідньому саксонському Бад-Брамбасі. Так продовжувалось до 1834 року, коли в Плесні виникла самостійна громада (вже в 1782 році Плесні було дозволено мати власного пастора).
Католицьке населення Плесни, ймовірно, мало в своєму розпорядженні дерев'яну каплицю або меншу барокову церкву, яка стояла на місці сьогоднішньої церкви Непорочного Зачаття Діви Марії в стилі ампір. Євангелісти спочатку мали тимчасову дерев'яну молитовню, пізніше з дерев'яною вежею. У 1846 році було вирішено побудувати кам'яну церкву. Будівництво тривало в 1847—1849 роках і вперше фінансувалося євангельським товариством Густава Адольфа. Нова католицька церква була освячена в той самий рік, що й євангельська церква. Католицька громада в Плесні стала самостійною лише в 1898 році, коли тут було створено власну парафію, відокремлену від парафії в сусідній Кршіжоватці. У будівлі парафії з 1835 року спочатку була школа, а пізніше — парафія.
У 1900 році Плесна отримала статус містечка. У 1904 році у містечку була побудована залізнична станція. У 1907 році у містечку з'явилась каналізація. На початку 20 століття містечко переживає бурхливий розвиток: з'являлись фабрики з виробництва текстильних та трикотажних виробів, шкіри та її обробки та вироблялись музичні інструменти. Окрім 24 фабрик, у 1928 році у Плесні було понад 100 дрібних підприємців, ремісників і концесіонерів. У 1926 році в містечку була побудована школа для чеської меншини.
Після Мюнхенської угоди, восени 1938 року Плесна перейшла під контроль Третього Рейху. Чеські сім'ї покидали містечко, багато чехів було заарештовано та відправлено до в'язниці у Бад-Брамбасі. Фабрики, які раніше спеціалізувалися на текстилі, переорієнтувалися на воєнні цілі: вони виробляли навігаційні прилади, льотну зброю, шкіряні вироби для армії.
У травні 1945 року Плесну зайняли американські війська. Після закінчення Другої світової війни німецьких мешканців було депортовано, а їхнє майно — конфісковано.

## Економіка
У Плесні знаходиться компанія Elroz Invest, яка виробляє металеві конструкції (металеві стелажі та шафи, лічильникові розподільні щити, протипожежні клапани, розподільні щити для комунікаційних засобів, розеткові щитки); дві компанії з виконання земляних робіт та компанія, що надає послуги з перевезень. Крім того, у місті діє пошта, ресторани, автосервіс, кінний клуб. Також у Плесні діє медичний кабінет.

## Транспорт
У Плесні є залізнична станція, що знаходиться на залізничному маршруті Хеб-Бад-Брамбах.

## Міста-побратими
- Бад-Брамбах, Німеччина
- Айхенцелль, Німеччина
- Ербендорф, Німеччина
- Розенталь-ам-Реннштайг, Німеччина[13]

## Освіта
У Плесні є початкова школа та дитячий садок.

## Демографія
За даними перепису 1930 року, у Плесні мешкало 2878 людей, з них — 54 чехословаки, 2690 — німці, та 133 — інші національності. 1516 мешканців були католиками, 1265 — євангельськими християнами, 1 — прихожанином Чехословацької церкви, 1 — юдей, 2 — прихожанами інших церков, 93 — неконфесійними.
| рік                | 1869 рік | 1880 рік | 1890 рік | 1900 рік | 1910 рік | 1921 рік | 1930 рік | 1950 рік | 1961 рік | 1970 рік | 1980 рік | 1991 рік | 2001 рік | 2011 рік |
| ------------------ | -------- | -------- | -------- | -------- | -------- | -------- | -------- | -------- | -------- | -------- | -------- | -------- | -------- | -------- |
| Населення          | 1582     | 1658     | 1761     | 2 185    | 2477     | 2382     | 2878     | 1095     | 1 126    | 1334     | 1346     | 1 201    | 1490     | 1494     |
| Кількість будинків | 201      | 222      | 236      | 272      | 333      | 384      | 538      | 563      | 362      | 373      | 364      | 386      | 396      | 439      |

| рік                | 1869 рік | 1880 рік | 1890 рік | 1900 рік | 1910 рік | 1921 рік | 1930 рік | 1950 рік | 1961 рік | 1970 рік | 1980 рік | 1991 рік | 2001 рік | 2011 рік |
| ------------------ | -------- | -------- | -------- | -------- | -------- | -------- | -------- | -------- | -------- | -------- | -------- | -------- | -------- | -------- |
| Населення          | 2907     | 3040     | 3239     | 3861     | 4725     | 4416     | 5425     | 2126     | 1996     | 2014     | 1 883    | 1692     | 1 982    | 2021     |
| Кількість будинків | 341      | 367      | 390      | 429      | 503      | 558      | 742      | 749      | 445      | 420      | 412      | 432      | 448      | 490      |

За даними Чеського статистичного управління від 17 квітня 2024 року в Плесні (без урахування приналежних сіл) проживають 1909 осіб, з яких 925 — чоловіків і 984 — жінок. Середній вік мешканця Плесни — 42,5.

## Цікаві місця
- Руїни замку Нойгауз, розташовані приблизно в двох кілометрах на південь від міста

- Католицька церква Непорочного Зачаття Діви Марії, збудована у 1849 році
- Євангелістська церква, збудована 1849 році
- Єврейський цвинтар у Ломничці, заснований у 1822 році

|                                                  |
| Католицька церква Непорочного Зачаття Діви Марії |

|                       |
| Євангелістська церква |

|                           |
| Інформаційний центр міста |

|                                                 |
| Будинок з фахверковим фронтоном по вул. Цельній |

|                |
| Кам'яні хрести |

|              |
| Вид на місто |

## Відомі люди
- Георг Карл Барт (народився у 1863) — німецький педагог та директор педагогічної школи в Ауербасі
- Герман Георг Браун (1909—2005) — німецький фольклорист і лінгвіст, політик Марктредвіца
- Айзек Меєр Вайз (1819—1900) — американський реформістський рабин і письменник, народився в Ломничці (тоді — Штайнґруб), яка зараз є частиною Плесни
- Лоренц Хафенріхтер (1822—1898) — католицький священик, викладач середньої школи та член парламенту, активний головним чином у Празі, уродженець Плесни[19]
- Йоганн Крумбгольц (1828—1883) — судетсько-німецький бізнесмен і політик, уродженець Плесни[20]
- Франтішек Недвед (1950—2010) — чеський важкоатлет, уродженець Плесни
- Ерік В. Пазолд (1906—1978) — чехословацько-британський підприємець судетсько-німецького походження